# Wilga (Mazovie)
Pour les articles homonymes, voir Wilga.
Wilga (prononciation : [ˈvilɡa]) est un village polonais de la gmina de Wilga dans le powiat de Garwolin de la voïvodie de Mazovie dans le centre-est de la Pologne.
Le village est le siège administratif de la gmina appelée gmina de Wilga.
Il se situe à environ 19 kilomètres à l'ouest de Garwolin (siège du powiat) et à 48 kilomètres au sud-est de Varsovie (capitale de la Pologne).
Le village possède approximativement une population de 1 000 habitants.

## Histoire
De 1975 à 1998, le village appartenait administrativement à la voïvodie de Siedlce.